# Helen Maria Williams
Helen Maria Williams (* 17. Juni 1759 in London; † 15. Dezember 1827 in Paris) war eine britische Schriftstellerin, Dichterin und Übersetzerin französischsprachiger Werke.

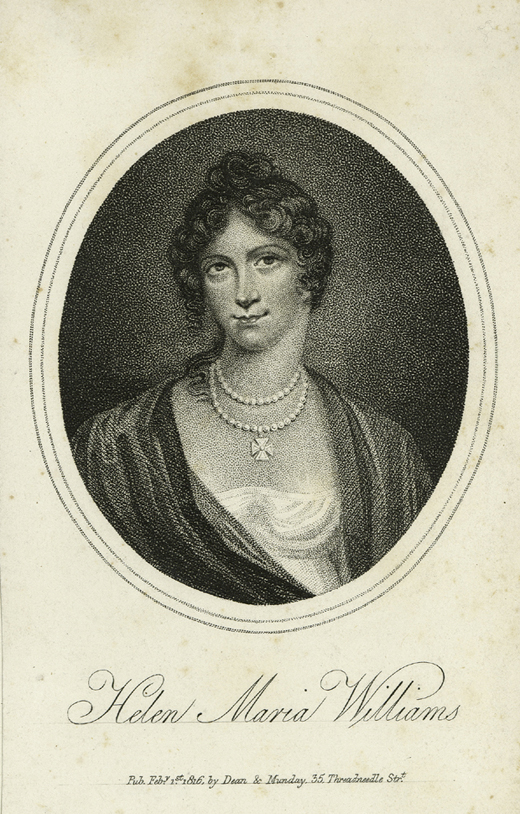
Helen Maria Williams (1816)

## Leben
Helen Maria Williams stammte aus London und wurde (vermutlich) 1762 geboren. Ihre Eltern waren der walisische Armeeoffizier Charles Williams und die aus Schottland stammende Helen Hay. Nach dem frühen Tod des Vaters zog die Familie nach Berwick-upon-Tweed, wo Helen von ihrer Mutter unterrichtet wurde. Von 1781 an lebte Williams in London, wohin ihr später Mutter und Schwester folgten. In London lernte sie den Dichter Andrew Kippis kennen, der sie mit den führenden Intellektuellen der Zeit bekannt machte.
Durch die Hilfe Kippis konnte Williams 1782 ihr erstes Gedicht, die Romanze Edwin and Eltruda, A Legendary Tale veröffentlichen. In den folgenden Jahren erschienen Ode on the Peace (1783) und Peru (1784), ein historisches Gedicht über die von Europa ausgehende Ausbeutung Südamerikas. Williams’ zweibändige Collected Poems von 1786 fanden einen beachtlichen Absatz. Ein Jahr später brachte sie mit dem Poem on the Slave Bill ein weiteres Gedicht von brisanter Thematik heraus. Ihre Haltung zur Sklavenfrage beeinflusste u. a. die Werke von Hannah More und Ann Yearsley.
Williams bewegte sich gegen Ende des Jahrhunderts vornehmlich in politisch aktiven, radikalen Kreisen und galt als begeisterte Anhängerin der Französischen Revolution. In ihren Letters Written in France in the Summer of 1790 beschreibt sie u. a. die Jahresfeierlichkeiten anlässlich der Erstürmung der Bastille. Von 1791/92 an lebte sie ausschließlich auf französischem Boden. William Wordsworth, der zu dieser Zeit noch die Begeisterung für die Revolution teilte, strebte ein Treffen mit der Dichterin an, das jedoch nicht zustande kam.
In den neunziger Jahren brachte Williams vorwiegend Prosa heraus, insbesondere weitere Bände der Letters from France. In der von Robespierre verhängten Gefängnishaft (1793) entstand ihre Übersetzung von St. Pierres Werk Paul et Virginie (1796). Nach ihrer Entlassung lebte sie mit dem geschiedenen John Hurford Jones zusammen. Die Erlebnisse während eines sechsmonatigen Aufenthalts in der Schweiz (1794) beschreibt ihre zweibändige Tour in Switzerland von 1798. Darin beschrieb sie die Schweiz als bigott und borniert und kritisierte die Unfreiheit und Intoleranz des Ancien Régime. Damit setzte sie einen Kontrapunkt zur zeitgenössischen Aufklärungsliteratur, die die Schweiz als Hort der Freiheit verklärte.
Viele ihrer englischen Freunde wandten sich von Williams ab, nicht zuletzt, da sie die „wilde Anarchie“ in Frankreich mittrug (so urteilte Boswell, der sie in seinem Life of Johnson erwähnt). Williams veröffentlichte weitere Prosawerke, später ihre Poems on Various Subjects (1823).
Sie lebte einige Jahre in Amsterdam und verstarb 1827 in Paris.

## Werke
- Edwin and Eltruda. A legendary tale (1782)
- Ode on the Peace (1783)
- Peru (1784), ein Gedicht in sechs Cantos
- The Bastille. A Vision (1790)
- Julia (1790), ein Roman